# Aurora Snow
Aurora Snow (* 26. listopadu 1981, Santa Maria, Kalifornie, USA) je pseudonym bývalé americké pornoherečky a režisérky irsko-indiánského původu, která v pornografickém průmyslu pracovala mezi lety 2000 až 2011. Za deset let se jako herečka objevila v téměř sedmi stech pornofilmech, jako režisérka jich pak natočila čtrnáct.

## Život
Aurora Snow se narodila 26. listopadu 1981 v kalifornském velkoměstě Santa Maria, kde také vyrůstala. Krátkou dobu pobývala též v Albuquerque, největším městě Nového Mexika. Je irsko-indiánského původu. Byla vychovávána svobodnou matkou společně s třemi mladšími sourozenci. Když jí bylo dvanáct, začala se zajímat o divadelní herectví. V té době také začala hrát v místním malém divadle. Ve třinácti začala pracovat jako pokladní v pizzerii a o dva roky později byla jmenována na pozici manažerky. V sedmnácti se Aurora Snow zapsala na University of California v Irvine, kde současně také pracovala v knihovně. V mládí se chtěla věnovat divadlu, avšak místo toho se zaměřila spíše na byznys.
Dne 30. září 2013, tři roky po jejím odchodu z průmyslu, vydala Aurora Snow v The Daily Beast článek A Porn Star’s Letter to Her Unborn Son. V tomto dopise oznámila, že je těhotná a napsala v něm důvody, proč s byznysem začala – vše pro dosud nenarozeného syna. Článek se rychle šířil po internetu a 10. prosince 2013 se Auroře narodil syn Quentin. 15. února 2015 se vdala za Quentinova otce.

## Kariéra

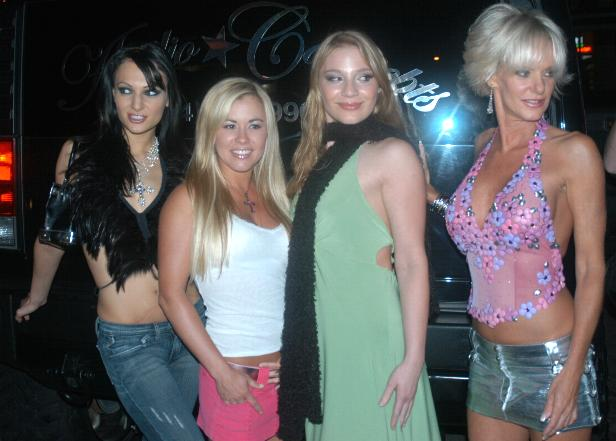
Austyn Moore, Victoria Sin, Aurora Snow a Cara Lott

Aurora Snow vstoupila do pornografického průmyslu jako osmnáctiletá v květnu 2000. Vše začalo tím, že v novinách nalezla inzerát na pózování, tzv. nude modeling, od Jima Southa, který rekrutuje mladé dívky do pornografického průmyslu. Brzy po přijetí se objevila i v prvních filmech. Sama přiznává, že zpočátku byla velice nezkušená a nejdříve se účastnila on-line natáčení amatérských filmů, až později se dostala k dlouhým filmům. Jedním z jejích prvních profesionálních a distribuovaných filmů byls snímek More Dirty Debutantes 152 od režiséra a producenta pornofilmů Eda Powerse. Její umělecké jméno pochází ze spojení jmen jejích dvou oblíbených pohádkových postav: Šípkové Růženky (anglicky: Aurora) a Sněhurky (anglicky: Snow White).
Od května 2003 do května 2005 měla kontrakt se studiem Sin City. Sama režírovala čtrnáct pornofilmů, prvním z nich byl Assploitations. Účastnila se show Private Calls na Playboy TV. V roce 2003 získala ocenění AVN za ženský výkon roku. Roku 2009 pak vyšel její vlastní životopis v podobě komiksu pod názvem Aurora Snow: True Stories of Adult Film Stars.
Aurora Snow odešla z pornografického průmyslu v roce 2011. Přestěhovala se z Los Angeles do pětitisícového městečka Macon v Missouri. Sama tvrdí, že k radikální změně v životě jí nakopla nehoda jejího bratra, po níž se musela starat o dva synovce, dokud se jejich otec z vážného zranění nezotavil.
Přestože již se průmyslem skončila, píše pro několik magazínů, většinou o práci v pornoprůmyslu a ženských problémech. Dne 12. března 2013 se objevila v pořadu The Young Turks, kde mluvila o rasismu v pornu a také o tom, proč některé herečky odmítají partnery jiného etnika. Vystupovala také na vysokých školách, kde mluvila o svém působení v pornografickém průmyslu a drogách.